# Praszywe (dolina Parzychwost)

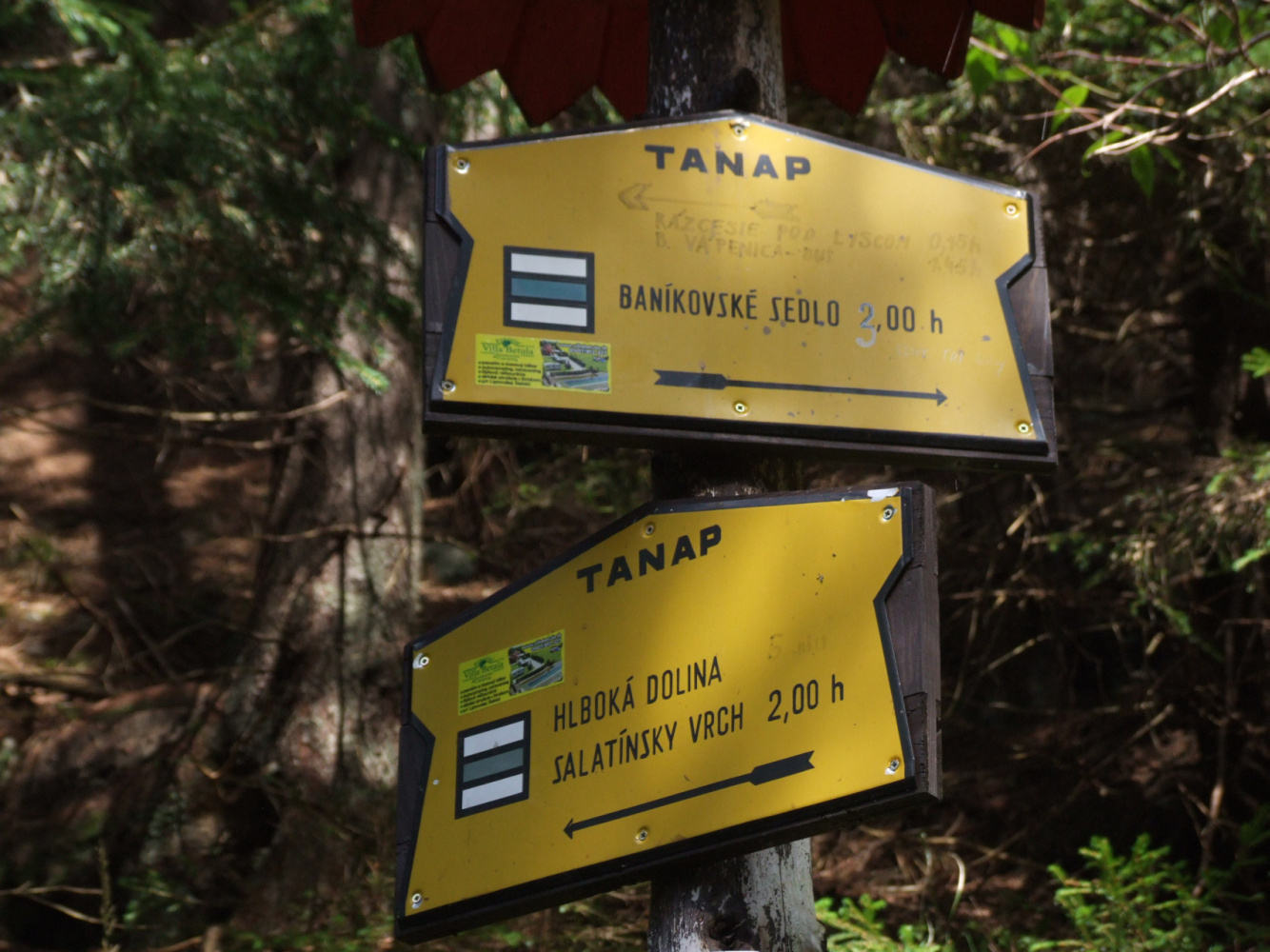
Tabliczki szlaków turystycznych

Praszywe (słow. Prašivé) – rozdroże szlaków turystycznych w dolinie Parzychwostu (odnoga Doliny Jałowieckiej) w słowackich Tatrach Zachodnich. Znajduje się na wysokości 1148 m u wylotu Doliny Głębokiej do doliny Parzychwostu. Dawniej poniżej tego rozdroża, na lewym (południowym) zboczu potoku Parzychwost istniała polana Praszywe (Prasiva). Po zniesieniu wypasu polana zarosła całkowicie i obecnie nie ma już po niej śladu.
Rozdroże Praszywe znajduje się w lesie, nieco powyżej ujścia Głębokiego Potoku, po orograficznie prawej (północnej) stronie potoku Parzychwost.

## Szlaki turystyczne
– zielony: rozdroże do Parzychwostu – Praszywe – Dolina Głęboka – Pośrednia Salatyńska Przełęcz. Czas przejścia: 2:30 h, ↓ 2:10 h
  – niebieski: Rozdroże do Parzychwostu – Praszywe – Dolina Parzychwost – Banikowska Przełęcz. Czas przejścia: 2:30 h, ↓ 2 h.